# Kamloops
Kamloops (/ˈkæmluːps/) es una ciudad de Canadá, se localiza en la provincia de Columbia Británica. Localizada en la confluencia de dos derivaciones del río Thompson y el este del Kamloops Lake.

## Transporte
La ciudad dispone del Aeropuerto de Kamloops.

## Galería

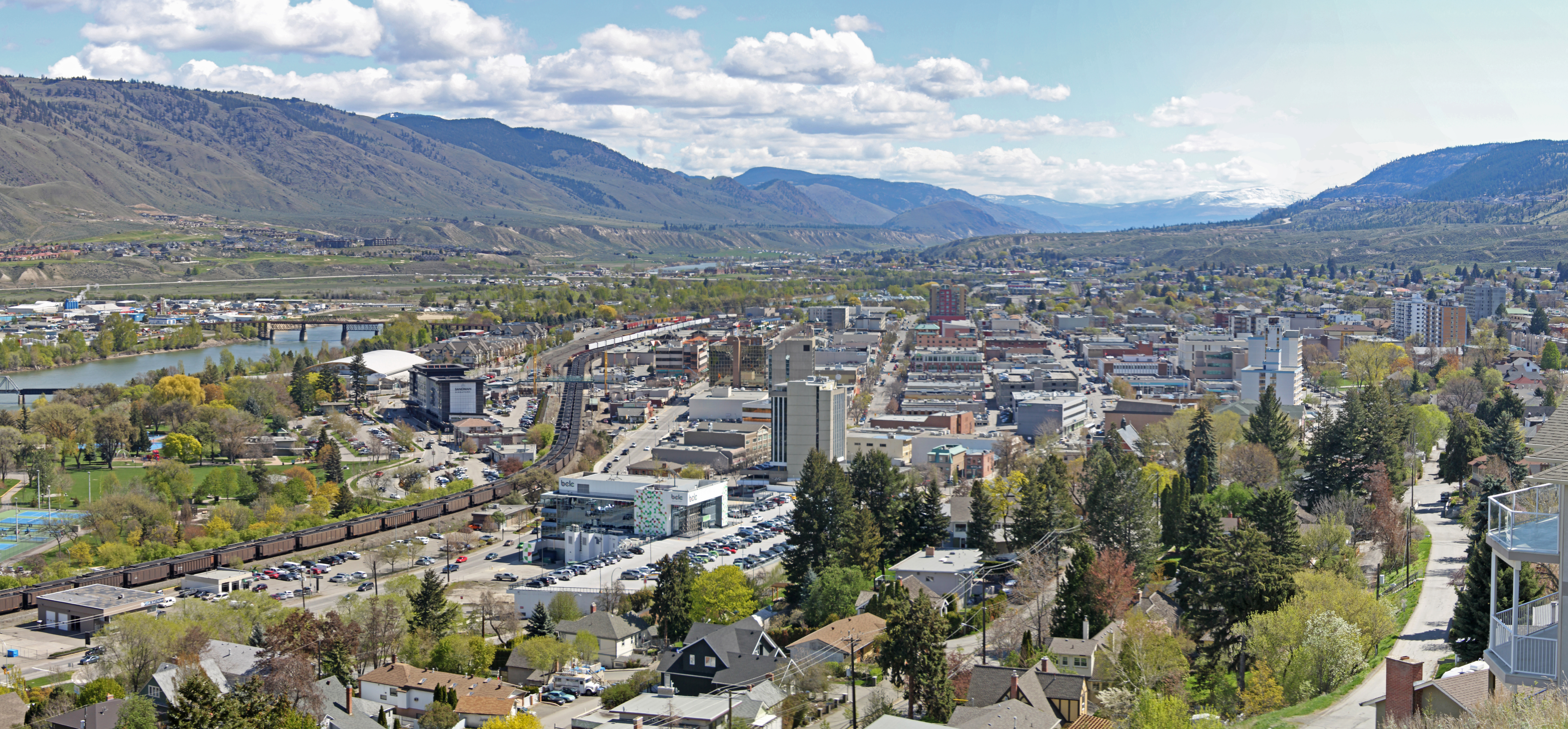

## Clima
| Parámetros climáticos promedio de Aeropuerto de Kamloops (1981–2010) | Parámetros climáticos promedio de Aeropuerto de Kamloops (1981–2010) | Parámetros climáticos promedio de Aeropuerto de Kamloops (1981–2010) | Parámetros climáticos promedio de Aeropuerto de Kamloops (1981–2010) | Parámetros climáticos promedio de Aeropuerto de Kamloops (1981–2010) | Parámetros climáticos promedio de Aeropuerto de Kamloops (1981–2010) | Parámetros climáticos promedio de Aeropuerto de Kamloops (1981–2010) | Parámetros climáticos promedio de Aeropuerto de Kamloops (1981–2010) | Parámetros climáticos promedio de Aeropuerto de Kamloops (1981–2010) | Parámetros climáticos promedio de Aeropuerto de Kamloops (1981–2010) | Parámetros climáticos promedio de Aeropuerto de Kamloops (1981–2010) | Parámetros climáticos promedio de Aeropuerto de Kamloops (1981–2010) | Parámetros climáticos promedio de Aeropuerto de Kamloops (1981–2010) | Parámetros climáticos promedio de Aeropuerto de Kamloops (1981–2010) |
| Mes                                                                  | Ene.                                                                 | Feb.                                                                 | Mar.                                                                 | Abr.                                                                 | May.                                                                 | Jun.                                                                 | Jul.                                                                 | Ago.                                                                 | Sep.                                                                 | Oct.                                                                 | Nov.                                                                 | Dic.                                                                 | Anual                                                                |
| -------------------------------------------------------------------- | -------------------------------------------------------------------- | -------------------------------------------------------------------- | -------------------------------------------------------------------- | -------------------------------------------------------------------- | -------------------------------------------------------------------- | -------------------------------------------------------------------- | -------------------------------------------------------------------- | -------------------------------------------------------------------- | -------------------------------------------------------------------- | -------------------------------------------------------------------- | -------------------------------------------------------------------- | -------------------------------------------------------------------- | -------------------------------------------------------------------- |
| Temp. máx. abs. (°C)                                                 | 16.1                                                                 | 17.8                                                                 | 23.3                                                                 | 33.3                                                                 | 37.8                                                                 | 47.3                                                                 | 41.7                                                                 | 40.8                                                                 | 35.0                                                                 | 31.3                                                                 | 22.8                                                                 | 16.1                                                                 | 47.3                                                                 |
| Temp. máx. media (°C)                                                | 0.4                                                                  | 4.3                                                                  | 11.0                                                                 | 16.6                                                                 | 21.5                                                                 | 25.1                                                                 | 28.9                                                                 | 28.3                                                                 | 22.3                                                                 | 13.7                                                                 | 5.6                                                                  | 0.3                                                                  | 14.8                                                                 |
| Temp. media (°C)                                                     | -2.8                                                                 | 0.1                                                                  | 5.2                                                                  | 9.9                                                                  | 14.6                                                                 | 18.4                                                                 | 21.5                                                                 | 20.9                                                                 | 15.6                                                                 | 8.5                                                                  | 2.1                                                                  | -2.7                                                                 | 9.3                                                                  |
| Temp. mín. media (°C)                                                | -5.9                                                                 | -4.0                                                                 | -0.6                                                                 | 3.2                                                                  | 7.7                                                                  | 11.6                                                                 | 14.2                                                                 | 13.4                                                                 | 8.8                                                                  | 3.3                                                                  | -1.4                                                                 | -5.8                                                                 | 3.7                                                                  |
| Temp. mín. abs. (°C)                                                 | -38.3                                                                | -32.8                                                                | -26.1                                                                | -10.6                                                                | -5.6                                                                 | 0.6                                                                  | 3.3                                                                  | 0.6                                                                  | -3.9                                                                 | -17.1                                                                | -30.0                                                                | -36.1                                                                | -38.3                                                                |
| Precipitación total (mm)                                             | 21.1                                                                 | 12.4                                                                 | 12.8                                                                 | 14.2                                                                 | 27.3                                                                 | 37.4                                                                 | 31.4                                                                 | 23.7                                                                 | 29.4                                                                 | 19.4                                                                 | 23.3                                                                 | 25.4                                                                 | 277.6                                                                |
| Lluvias (mm)                                                         | 5.3                                                                  | 5.9                                                                  | 9.7                                                                  | 14.0                                                                 | 27.3                                                                 | 37.4                                                                 | 31.4                                                                 | 23.7                                                                 | 29.4                                                                 | 19.0                                                                 | 14.2                                                                 | 7.1                                                                  | 224.3                                                                |
| Nevadas (cm)                                                         | 18.7                                                                 | 8.0                                                                  | 3.5                                                                  | 0.2                                                                  | 0.0                                                                  | 0.0                                                                  | 0.0                                                                  | 0.0                                                                  | 0.0                                                                  | 0.3                                                                  | 10.9                                                                 | 21.9                                                                 | 63.5                                                                 |
| Días de precipitaciones (≥ 0.2 mm)                                   | 9.7                                                                  | 7.2                                                                  | 6.8                                                                  | 6.2                                                                  | 10.2                                                                 | 10.7                                                                 | 8.4                                                                  | 8.0                                                                  | 7.6                                                                  | 9.0                                                                  | 10.0                                                                 | 11.7                                                                 | 105.6                                                                |
| Días de lluvias (≥ 0.2 mm)                                           | 3.6                                                                  | 3.8                                                                  | 5.5                                                                  | 6.1                                                                  | 10.2                                                                 | 10.7                                                                 | 8.3                                                                  | 8.0                                                                  | 7.6                                                                  | 8.8                                                                  | 7.1                                                                  | 3.4                                                                  | 83.3                                                                 |
| Días de nevadas (≥ 0.2 cm)                                           | 7.6                                                                  | 4.1                                                                  | 1.9                                                                  | 0.3                                                                  | 0.0                                                                  | 0.0                                                                  | 0.0                                                                  | 0.0                                                                  | 0.0                                                                  | 0.3                                                                  | 3.9                                                                  | 9.3                                                                  | 27.4                                                                 |
| Horas de sol                                                         | 55.2                                                                 | 95.6                                                                 | 165.3                                                                | 202.8                                                                | 251.6                                                                | 252.0                                                                | 303.4                                                                | 289.5                                                                | 223.3                                                                | 130.9                                                                | 63.7                                                                 | 46.6                                                                 | 2079.8                                                               |
| Humedad relativa (%)                                                 | 72.6                                                                 | 60.0                                                                 | 43.0                                                                 | 35.6                                                                 | 36.2                                                                 | 36.4                                                                 | 33.5                                                                 | 34.4                                                                 | 41.4                                                                 | 52.9                                                                 | 65.9                                                                 | 70.9                                                                 | 48.6                                                                 |
| Fuente: Environment Canada                                           |                                                                      |                                                                      |                                                                      |                                                                      |                                                                      |                                                                      |                                                                      |                                                                      |                                                                      |                                                                      |                                                                      |                                                                      |                                                                      |